# Exorista sequax
Exorista sequax là một loài ruồi trong họ Tachinidae.